# Whitemouth Lake
Whitemouth Lake är en sjö i Kanada.   Den ligger i provinsen Manitoba, i den sydöstra delen av landet, 1 600 km väster om huvudstaden Ottawa. Whitemouth Lake ligger 341 meter över havet. Arean är 115 kvadratkilometer. Den sträcker sig 15,6 kilometer i nord-sydlig riktning, och 28,4 kilometer i öst-västlig riktning.
I omgivningarna runt Whitemouth Lake växer i huvudsak blandskog. Trakten runt Whitemouth Lake är nära nog obefolkad, med mindre än två invånare per kvadratkilometer.